# 横浜市立永谷小学校
横浜市立永谷小学校（よこはましりつ ながやしょうがっこう）は、神奈川県横浜市港南区にある公立小学校。

## 沿革
- 1976年（昭和51年） - 横浜市立永谷小学校開校。
- 1977年（昭和52年） - プール新設工事。
- 1979年（昭和54年） - 防球ネット完成。
- 1980年（昭和55年）
  - 市民図書開設。
  - 5周年記念事業として，藤棚・へちま棚がつくられる。
- 1992年（平成4年） - 校地整備完了。
- 1995年（平成7年） - はまっ子ふれあいスクール開設。
- 1997年（平成9年） - 体育館耐震補強工事。
- 1999年（平成11年） - 視聴覚室改造工事。
- 2007年（平成19年） - 耐震工事。
- 2008年（平成20年） - プール・パソコンルーム改修工事。

## 教育目標
- 学校大すき このまち大すき みんなかがやく永谷の子

## 交通アクセス
- 市営地下鉄線下永谷駅下車 徒歩10分

## 著名な出身者
- 中村仁美 - 元フジテレビアナウンサー